# The Hardest Part (Coldplay)
The Hardest Part è un singolo del gruppo musicale britannico Coldplay, pubblicato il 6 aprile 2006 come quarto estratto dal terzo album in studio X&Y.

## Descrizione
Come per Talk, la quale era stata un omaggio ai Kraftwerk, The Hardest Part è stato inteso dai Coldplay come un ammiccamento stilistico ai R.E.M.. Infatti, la band ritenne che il brano somigliasse così tanto alla hit del 1991 Losing My Religion dei REM, quasi da lasciarla fuori dall'album.
Tramite il sito ufficiale del gruppo, Chris Martin parla di The Hardest Part come un "brano terribile, ma con un buon video". Di questa dichiarazione, il cantante non fornì nessun motivo, oltre ad una breve spiegazione di come sia stato registrato il video.

## Pubblicazione
The Hardest Part è stato pubblicato nel Regno Unito il 3 aprile 2006 per la rotazione radiofonica e per il download digitale. Tra maggio e giugno 2006 il singolo è stato pubblicato su CD in Europa, Giappone, Canada e Australia. La versione internazionale del singolo è stata messa a disposizione nel Regno Unito il 19 giugno 2006. La copertina del singolo, così come tutti quelli estratti dall'album, rappresenta il titolo del brano in Codice Baudot su sfondo viola.
Il singolo non è stato tuttavia pubblicato in Belgio, Paese nel quale uscì What If. Entrambi i singoli presentano la medesima b-side, ovvero una versione dal vivo del brano How You See the World eseguita all'Earls Court.

## Video musicale
Il videoclip, diretto da Mary Wigmore e filmato il 3 marzo 2006 presso la banchina del porto di Saint Petersburg in Florida, si ispira ad una puntata del 1990 di un programma televisivo statunitense trasmesso dal 1985 al 1991, Attitudes Across America, in onda sul network Lifetime: i protagonisti furono una coppia di ballerini Barbara Moseley e Gene Spencer, la cui particolarità era che la partner femminile aveva ben 84 anni. I Coldplay, che suonano nello sfondo della esibizione di danza, sono stati aggiunti digitalmente al video originale. In una versione alternativa del video, anche il padre di Chris Martin è presente fra il pubblico.

## Tracce
CD promozionale (Europa)
1. The Hardest Part – 4:25

CD singolo (Australia, Europa, Giappone)
1. The Hardest Part – 4:25
2. How You See the World (Live from Earls Court) – 4:14

## Formazione
Gruppo
- Chris Martin – voce, pianoforte
- Jonny Buckland – chitarra
- Guy Berryman – basso
- Will Champion – batteria

Altri musicisti
- Audrey Riley – arrangiamento strumenti ad arco, strumenti ad arco
- Chris Tombling – strumenti ad arco
- Richard George – strumenti ad arco
- Greg Warren Wilson – strumenti ad arco
- Laura Melhuish – strumenti ad arco
- Sue Dench – strumenti ad arco
- Peter Lale – strumenti ad arco
- Ann Lines – strumenti ad arco
- Mark Phytian – effetti sonori al computer
- Carmen Rizzo – effetti sonori al computer
- Rob Smith – effetti sonori al computer, assistenza tecnica

Produzione
- Danton Supple – produzione
- Coldplay – produzione
- Keith Gore – ingegneria Pro Tools
- Michael H. Brauer – missaggio
- George Marino, Chris Athens – mastering
- Jon Bailey – assistenza tecnica
- Will Hensley – assistenza tecnica
- Jake Jackson – assistenza tecnica
- Mar Lejeune – assistenza tecnica
- Taz Mattar – assistenza tecnica
- Adam Noble – assistenza tecnica
- Mike Pierce – assistenza tecnica
- Dan Parter – assistenza tecnica
- Tim Roe – assistenza tecnica
- Brian Russell – assistenza tecnica
- Adam Scheuermann – assistenza tecnica
- Brad Spence – assistenza tecnica
- Jon Withnal – assistenza tecnica
- Andrea Wright – assistenza tecnica

## Classifiche
| Classifica (2006) | Posizione massima |
| ----------------- | ----------------- |
| Australia         | 40                |
| Belgio (Fiandre)  | 48                |
| Italia            | 19                |
| Nuova Zelanda     | 28                |
| Paesi Bassi       | 39                |
| Stati Uniti       | 37                |
| Svizzera          | 44                |